# Micrurus pacaraimae
Micrurus pacaraimae este o specie de șerpi din genul Micrurus, familia Elapidae, descrisă de Morata De Carvalho în anul 2002. Conform Catalogue of Life specia Micrurus pacaraimae nu are subspecii cunoscute.